# Joachim von Kortzfleisch

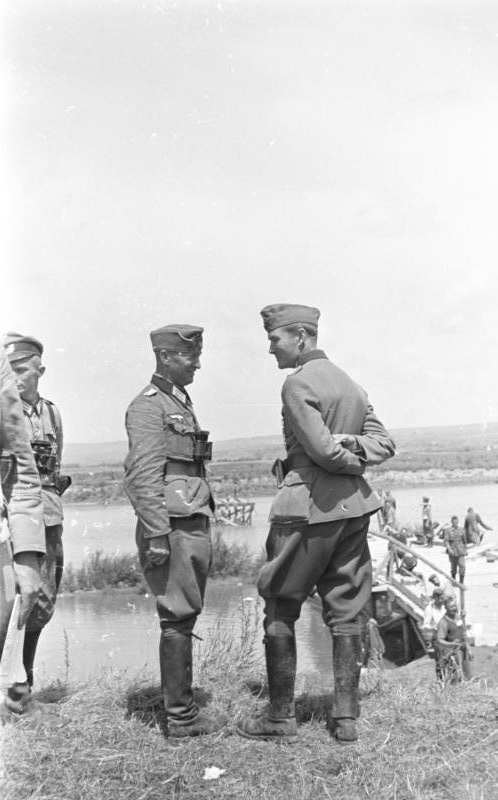
General von Kortzfleisch (r.) mit Oberstleutnant Hans von Ahlfen am Pruth, Juli 1941

Joachim Otto August Achatius von Kortzfleisch (* 3. Januar 1890 in Braunschweig; † 20. April 1945 bei Wulwesort, Sauerland) war ein deutscher General der Infanterie der Wehrmacht im Zweiten Weltkrieg.

## Leben

### Familie
Er entstammte dem westfälischen Adelsgeschlecht Kortzfleisch und war der Sohn des preußischen Generalmajors Gustav von Kortzfleisch (1854–1910) und dessen Ehefrau Elsbeth, geborene Oppermann (1862–1937).
Kortzfleisch heiratete am 17. November 1921 auf Gut Loschen, Landkreis Preußisch Eylau Edelgard von Saucken (* 1901), die Tochter des Gutsbesitzers Siegfried von Saucken, Gutsherr auf Loschen und Gomthenen (beide Landkreis Preußisch Eylau), und der Freda Freiin von Hollen aus dem Hause Hohenwalde. Der Theologe und Publizist Siegfried von Kortzfleisch (1929–2014) war ihr Sohn.

### Militärkarriere
Kortzfleisch nahm als Offizier am Ersten Weltkrieg teil und erhielt für sein Wirken beide Klassen des Eisernen Kreuzes, das Kreuz für Treue Dienste, das Verwundetenabzeichen in Silber sowie das Österreichische Militärverdienstkreuz III. Klasse mit der Kriegsdekoration. Er wurde nach Kriegsende in die – aufgrund des Versailler Vertrags stark verkleinerte – Reichswehr übernommen und dort am 1. Januar 1928 zum Major befördert. Ab 1933 als Kommandant von Oppeln eingesetzt, übernahm er 1935 als Oberst den Befehl über das Infanterie-Regiment 3 in Deutsch-Eylau. Nach seiner Beförderung zum Generalmajor 1937 war er für einige Monate als Landwehr-Kommandeur in Allenstein eingesetzt, bevor er im Februar 1938 im Zuge der Blomberg-Fritsch-Affäre zum Kommandeur der 1. Infanterie-Division aufstieg. Diese führte er im Herbst 1939 beim Überfall auf Polen, wo sie als Teil der 3. Armee zum Einsatz kam.
Anfang März 1940 erhielt er, inzwischen zum Generalleutnant befördert, den Befehl über das XI. Armeekorps. Für seine Führung des Korps im Westfeldzug erhielt er im August die Beförderung zum General der Infanterie und im September das Ritterkreuz des Eisernen Kreuzes. 1941 wurde er mit seinem Korps im Balkanfeldzug und im Russlandfeldzug im Bereich der Heeresgruppe Süd eingesetzt. Nachdem er im Sommer 1942 zeitweilig mit der Führung des XXXXIII. Armeekorps beauftragt gewesen war, versetzte man ihn bis Anfang 1943 in die Führerreserve.
Im März 1943 wurde Kortzfleisch dann zum Befehlshaber im Wehrkreis III in Berlin ernannt. Als solcher kam er direkt mit den Ereignissen des 20. Juli 1944 in Berührung. Durch seine regimetreue Haltung trug er entscheidend zum Scheitern des Widerstandes bei, indem er die Walküre-Befehle für den Wehrkreis trotz massiven Drucks seitens der Verschwörer nicht unterzeichnete, weshalb der Linzer Oberstleutnant i. G. Robert Bernardis einen Teil dieser Aufgabe übernehmen musste und dafür gehängt wurde.
Bemerkenswert ist, dass Kortzfleisch ein angeheirateter Schwager von Stauffenbergs Cousine Olga von Üxküll (verheiratet mit Fredy von Saucken) war. Bei deren Hochzeit am 28. Oktober 1943 trafen sich (auf einem Foto festgehalten) nicht weniger als fünf Widerstandskämpfer des 20. Juli, nämlich Claus Schenk Graf von Stauffenberg und Berthold Schenk Graf von Stauffenberg, Nikolaus Graf von Üxküll-Gyllenband, Peter Graf Yorck von Wartenburg und Caesar von Hofacker. Auch Joachim von Kortzfleisch und seine Gattin sind auf dem Foto zu sehen.
Kortzfleisch wurde am 2. März 1945 zum Befehlshaber der Rheinbrückenköpfe der Heeresgruppe B unter Generalfeldmarschall Walter Model und geriet mit dieser im weiteren Verlauf der Kriegshandlungen in den so genannten Ruhrkessel. Am 20. April 1945 unternahm er mit einer Handvoll Soldaten den Versuch, sich durch die feindlichen Linien zu schlagen. Der Trupp wurde jedoch von einer US-Patrouille in der Nähe von Schmallenberg-Wulwesort entdeckt und umzingelt. Kortzfleisch kam der Aufforderung sich zu ergeben nicht nach, sondern riss den Arm zum Hitlergruß hoch und wurde daraufhin durch einen Schuss in die Brust getötet.
Er war Ehrenritter des Johanniterordens.